# Rugby-Union-Südamerikameisterschaft 1958
Die Rugby-Union-Südamerikameisterschaft 1958 (spanisch Sudamericano de Rugby 1958) war ein von der Federación de Rugby de Chile organisiertes Turnier in der Sportart Rugby Union, das 1958 in Chile stattfand. Teilnehmer waren die Nationalmannschaften von Argentinien, Chile, Peru und Uruguay. Austragungsorte waren der Prince of Wales Country Club und das Vereinsstadion von Stade Français in der Hauptstadt Santiago de Chile sowie der Everton Club in Viña del Mar. Obwohl es sich um das erste so bezeichnete Turnier handelte, wird das ABCU-Turnier von 1951 als erste Südamerikameisterschaft betrachtet. Den Titel gewann zum zweiten Mal Argentinien.

## Tabelle
Für einen Sieg gab es zwei Punkte, für ein Unentschieden einen Punkt, bei einer Niederlage null Punkte.
|    | Land        | Spiele | Siege | Unent. | Ndlg. | Spiel- punkte | Diff. | Tabellen- punkte |
| -- | ----------- | ------ | ----- | ------ | ----- | ------------- | ----- | ---------------- |
| 1. | Argentinien | 3      | 3     | 0      | 0     | 108:3         | + 105 | 6                |
| 2. | Chile       | 3      | 2     | 0      | 1     | 65:26         | + 39  | 4                |
| 3. | Uruguay     | 3      | 1     | 0      | 2     | 22:90         | − 68  | 2                |
| 4. | Peru        | 3      | 0     | 0      | 3     | 9:85          | − 76  | 0                |

## Ergebnisse
Punktesystem: 3 Punkte für einen Versuch, 2 Punkte für eine Erhöhung, 3 Punkte für einen Straftritt, 4 Punkte für ein Dropgoal, 3 Punkte für ein Goal from mark
| 11. Oktober 1958 | Argentinien | 44 : 0 | Peru | Stade Français, Santiago de Chile Schiedsrichter: J. Yorston (England) |
| 11. Oktober 1958 | Bericht     |        |      | Stade Français, Santiago de Chile Schiedsrichter: J. Yorston (England) |

| 11. Oktober 1958 | Chile | 34 : 9        | Uruguay                 | Stade Français, Santiago de Chile Schiedsrichter: Carlos Seminario (Argentinien) |
| 11. Oktober 1958 | Versuche: Campbell McLean (2) Hardy (2) Navarro Nightingale (2) Erhöhungen: Vela (2) Straftritte: Campbell McLean Nightingale Dropgoals: Vela | (6:9) Bericht | Straftritte: Furest (3) | Stade Français, Santiago de Chile Schiedsrichter: Carlos Seminario (Argentinien) |

| 14. Oktober 1958 | Chile | 31 : 3         | Peru                     | Club Everton, Viña del Mar |
| 14. Oktober 1958 | Versuche: Araya Campbell McLean Nightingale (5) Erhöhungen: Navarro Nightingale Straftritte: Campbell McLean Dropgoals: Henderson | (16:3) Bericht | Straftritte: Silverbergg | Club Everton, Viña del Mar |

| 15. Oktober 1958 | Argentinien                                                             | 50 : 3  | Uruguay             | Club Everton, Viña del Mar Schiedsrichter: William Perez (Chile) |
| 15. Oktober 1958 | Versuche: Lennon 8 weitere Spieler Erhöhungen: 7 Straftritte: Pesce (3) | Bericht | Straftritte: Furest | Club Everton, Viña del Mar Schiedsrichter: William Perez (Chile) |

| 18. Oktober 1958 | Chile | 0 : 14        | Argentinien                                                                        | Prince of Wales Country Club, Santiago de Chile Zuschauer: 2000 |
| 18. Oktober 1958 |       | (0:3) Bericht | Versuche: Guidi Méndez Erhöhungen: Bernacchi Straftritte: Méndez Dropgoals: Méndez | Prince of Wales Country Club, Santiago de Chile Zuschauer: 2000 |

| 18. Oktober 1958 | Peru                   | 6 : 10        | Uruguay                                          | Prince of Wales Country Club, Santiago de Chile Schiedsrichter: F. Hart |
| 18. Oktober 1958 | Versuche: Bremer Letts | (0:5) Bericht | Versuche: Blanco Furest Erhöhungen: Furest Lopes | Prince of Wales Country Club, Santiago de Chile Schiedsrichter: F. Hart |